# Selección de baloncesto de los Emiratos Árabes Unidos
La selección de baloncesto de los Emiratos Árabes Unidos es el equipo formado por jugadores de nacionalidad emiratí que representa a la Asociación de Baloncesto de los Emiratos Árabes Unidos (en árabe: كرة السلة الإمارات العربية المتحدة‎) en las competiciones internacionales organizadas por la Federación Internacional de Baloncesto (FIBA) o el Comité Olímpico Internacional (COI): los Juegos Olímpicos, la Copa Mundial de Baloncesto y el Campeonato FIBA Asia.

## Historia
Fue creada en el año 1976 y ese mismo año fue aceptada en FIBA Asia. En 1982 clasifica por primera vez a los Juegos Asiáticos en donde consigue el undécimo lugar.
En 1993 clasifica por primera vez al Campeonato FIBA Asia celebrado en Yakarta, Indonesia en el que finalizó en octavo lugar. En la edición de 1997 en Riad, Arabia Saudita terminó en quinto lugar, el cual es su mejor resultado dentro del torneo continental.
Su mejor resultado ha sido el tercer lugar en el Campeonato Árabe de Baloncesto en 1997 y es uno de los países del Golfo Pérsico con más participaciones a nivel internacional.

## Historial

### Copa Mundial
Resultado General: No ocupa puesto
| Copa Mundial de Baloncesto |
| --- |
| - 1950: No calificó - 1954: No calificó - 1959: No calificó - 1963: No calificó - 1967: No calificó - 1970: No calificó - 1974: No calificó - 1978: No calificó - 1982: No calificó - 1986: No calificó - 1990: No calificó - 1994: No calificó - 1998: No calificó - 2002: No calificó - 2006: No calificó - 2010: No calificó - 2014: No calificó - 2019: No calificó - 2023: No calificó - 2027: TBD |

### Juegos Olímpicos
| Baloncesto en los Juegos Olímpicos |
| --- |
| - Berlín 1936: No calificó - Londres 1948: No calificó - Helsinki 1952: No calificó - Melbourne 1956: No calificó - Roma 1960: No calificó - Tokio 1964: No calificó - México 1968: No calificó - Múnich 1972: No calificó - Montreal 1976: No calificó - Moscú 1980: No calificó - Los Ángeles 1984: No calificó - Seúl 1988: No calificó - Barcelona 1992: No calificó - Atlanta 1996: No calificó - Sídney 2000: No calificó - Atenas 2004: No calificó - Pekín 2008: No calificó - Londres 2012: No calificó - Río 2016: No calificó - Tokio 2020: No calificó - París 2024: No calificó |

### Campeonato FIBA Asia
| Campeonato FIBA Asia | Campeonato FIBA Asia | Campeonato FIBA Asia | Campeonato FIBA Asia | Campeonato FIBA Asia | Campeonato FIBA Asia |
| -------------------- | -------------------- | -------------------- | -------------------- | -------------------- | -------------------- |
| - 1960: No calificó  |                      | - 1983: No calificó  |                      | - 2005: No calificó  |                      |
| - 1963: No calificó  |                      | - 1985: No calificó  |                      | - 2007: 16° Lugar    |                      |
| - 1965: No calificó  |                      | - 1987: No calificó  |                      | - 2009: 12° Lugar    |                      |
| - 1967: No calificó  |                      | - 1989: No calificó  |                      | - 2011: 10° Lugar    |                      |
| - 1969: No calificó  |                      | - 1991: No calificó  |                      | - 2013: No calificó  |                      |
| - 1971: No calificó  |                      | - 1993: 8° Lugar     |                      | - 2015: No calificó  |                      |
| - 1973: No calificó  |                      | - 1995: 9° Lugar     |                      | - 2017: No calificó  |                      |
| - 1975: No calificó  |                      | - 1997: 5° Lugar     |                      | - 2022: No calificó  |                      |
| - 1977: No calificó  |                      | - 1999: 10° Lugar    |                      | - 2025: ?            |                      |
| - 1979: No calificó  |                      | - 2001: 10° Lugar    |                      |                      |                      |
| - 1981: No calificó  |                      | - 2003: No calificó  |                      |                      |                      |

## Palmarés
- Campeonato Árabe de Baloncesto:
  -  Tercer lugar (1): 1997